# Vollkettenaufklarer "Katzchen" (Auto-Union)

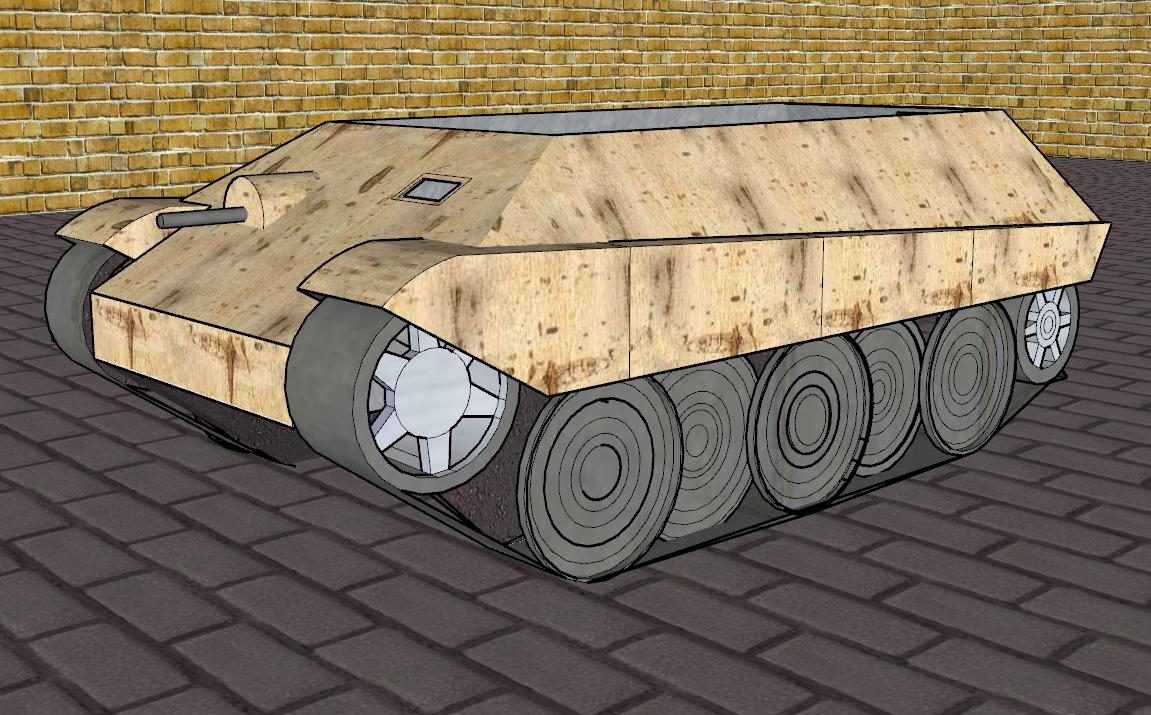
3D afbeelding hoe de Vollkettenaufklarer "Kätzchen" van Auto-Union eruit moest zien.

De Vollkettenaufklärer "Kätzchen" was een Duitse experimenteel pantserinfanterievoertuig dat werd ontwikkeld door Auto-Union. Hij wordt vaak verward met de versie van Českomoravská Kolben-Daněk die gebaseerd was op de Pzkpfw 38(t). Het voertuig was bedoeld ter vervanging van de tragere en kwetsbaarder pantserinfanterievoertuigen, zoals de Sd.Kfz. 251.

## Ontstaan
Eind 1943 verzocht het Heereswaffenamt Auto-Union om een licht pantserinfanterievoertuig te ontwikkelen die was uitgerust met rupsbanden en waarmee men 6 tot 8 personen kon transporteren in een cabine met een open bovenkant. Het voertuig moest een snelheid behalen van minstens 50 km/h en moest bepantserd zijn. Auto-Union bouwde eerst een houten model en later twee prototypes, die begin 1944 klaar waren voor tests.

## Beschrijving
Het voertuig had een open cabine met een 200 pk zware Maybach HL 50Z-motor achteraan in de rechterzijde, met een hydraulische versnellingsbak. In de achterzijde zat links een deur voor de inzittenden. De bestuurder zat links vooraan en naast hem zat de schutter die een MG34 of MG42 moest bedienen die gemonteerd was in een balmantel. De bestuurder en schutter konden door de achterdeur uit het voertuig komen, of moesten over de zijden klimmen. De pantsering bestond uit 30 mm in de voorzijde en 14,5 mm in de overige zijden. Het onderstel van elkaar overlappende loopwielen met een ophanging van torsiebladen, werd ook toegepast bij de Panther, Tiger I (late versie) en Tiger II, en nog diverse andere voertuigen; de rupsbanden waren die van de Pzkpfw IV. De romp leek op de Panther, maar was korter.

## Operationele geschiedenis
De twee prototypes werden in de zomer van 1944 getest. Het voertuig behaalde goede resultaten, maar de hydraulische versnellingsbak liet te wensen over. Behalve de twee proefexemplaren zijn er geen exemplaren gebouwd. Intussen werd door de Českomoravská Kolben-Daněk-fabriek ook een versie ontwikkeld, die minder kwetsbaar bleek dan de Auto-Union versie. Daarom werd voor deze versie gekozen, maar tot serieproductie is het nooit gekomen. Een van de twee Auto-Union protoypes werd begin 1945 buitgemaakt door het Amerikaanse leger. De twee prototypes van Českomoravská Kolben-Daněk zijn waarschijnlijk tijdens de oorlog verloren gegaan.